# Hannelore Tust
Hannelore Tust (* 25. Februar 1924 in Castrop-Rauxel, Nordrhein-Westfalen; † 17. Juli 2010) war eine deutsche Autorin.

## Leben
Hannelore Tust wurde 1924 in Castrop-Rauxel geboren. Ihre Schuljahre verlebte sie bis 1941 in Dortmund
1947 zog Tust mit ihrem Mann, bedingt durch dessen Beruf, nach Leverkusen. Sie besuchte dort die Literaturwerkstatt der Volkshochschule, wurde danach in den 1990er Jahren schriftstellerisch aktiv und veröffentlichte mehrere Gedichtbände. Des Weiteren war sie Ko-Autorin mehrerer Bücher. 2007 veröffentlichte sie ihre Autobiografie Lörchen Ott, das Mädchen aus dem Kohlenpott. Seit 1953 wohnte sie in Opladen.

## Werke
- Alltagstrott mit Augenzwinkern oder Lachfalten sind die schönsten Runzeln. Gedichte. Schmitz, Overath 1991, ISBN 3-927442-05-4.
- Keine Zeit zum Älterwerden. 1994
- Sonnenschein im Handgepäck. Gedichte. Schmitz, Toppenstedt 2002, ISBN 3-927442-92-5.
- Lörchen Ott, das Mädchen aus dem Kohlenpott. Jugendzeit 1924–1945. Autobiographie. Schmitz, Egestorf 2007, ISBN 978-3-935202-35-0